# Eta Coronae Borealis
Eta Coronae Borealis (η Coronae Borealis, förkortat Eta CrB, η CrB) som är stjärnans Bayerbeteckning, är en dubbelstjärna belägen i den västra delen av stjärnbilden Norra kronan. Den har en skenbar magnitud på 4,99 och är synlig för blotta ögat där ljusföroreningar ej förekommer. Baserat på parallaxmätning inom Hipparcosuppdraget på ca 56,0 mas, beräknas den befinna sig på ett avstånd på ca 58 ljusår (ca 18 parsek) från solen. 

## Egenskaper
Primärstjärnan Eta Coronae Borealis A är en gul till vit stjärna i huvudserien av spektralklass G1 V. Den har en massa som är omkring 20 procent större än solens massa, en radie som är ca 1,6 gånger större än solens och utsänder från dess fotosfär ca 2,9 gånger mera energi än solen vid en effektiv temperatur på ca 6 000 K.
Den centrala delen av Eta Coronae Borealis är en medelvid dubbelstjärna, som varit känd sedan slutet av 1700-talet för att vara en måttligt separerad dubbelstjärna. De två komponenterna har  en omloppsperiod på ungefär 42 år, vilket i kombination med avståndet till konstellationen gör de två stjärnorna ganska lätt upplösliga med ett större teleskop. De två stjärnorna har liknande fysiska parametrar, även om den sekundära komponenten är något svalare än primärstjärnan och har ungefär 90 procent av dess massa. Möjliga stabila planetbanor i den beboeliga zonen beräknades för stjärnsystemet 1996. En brun dvärgstjärna som följeslagare, belägen med en separation på 3 600 AE, upptäcktes 2001. Den nya komponenten, Eta Coronae Borealis C, befanns ha en spektraltyp av L8 och en massa på ca 0,06 av solens massa.